# Майлендорф

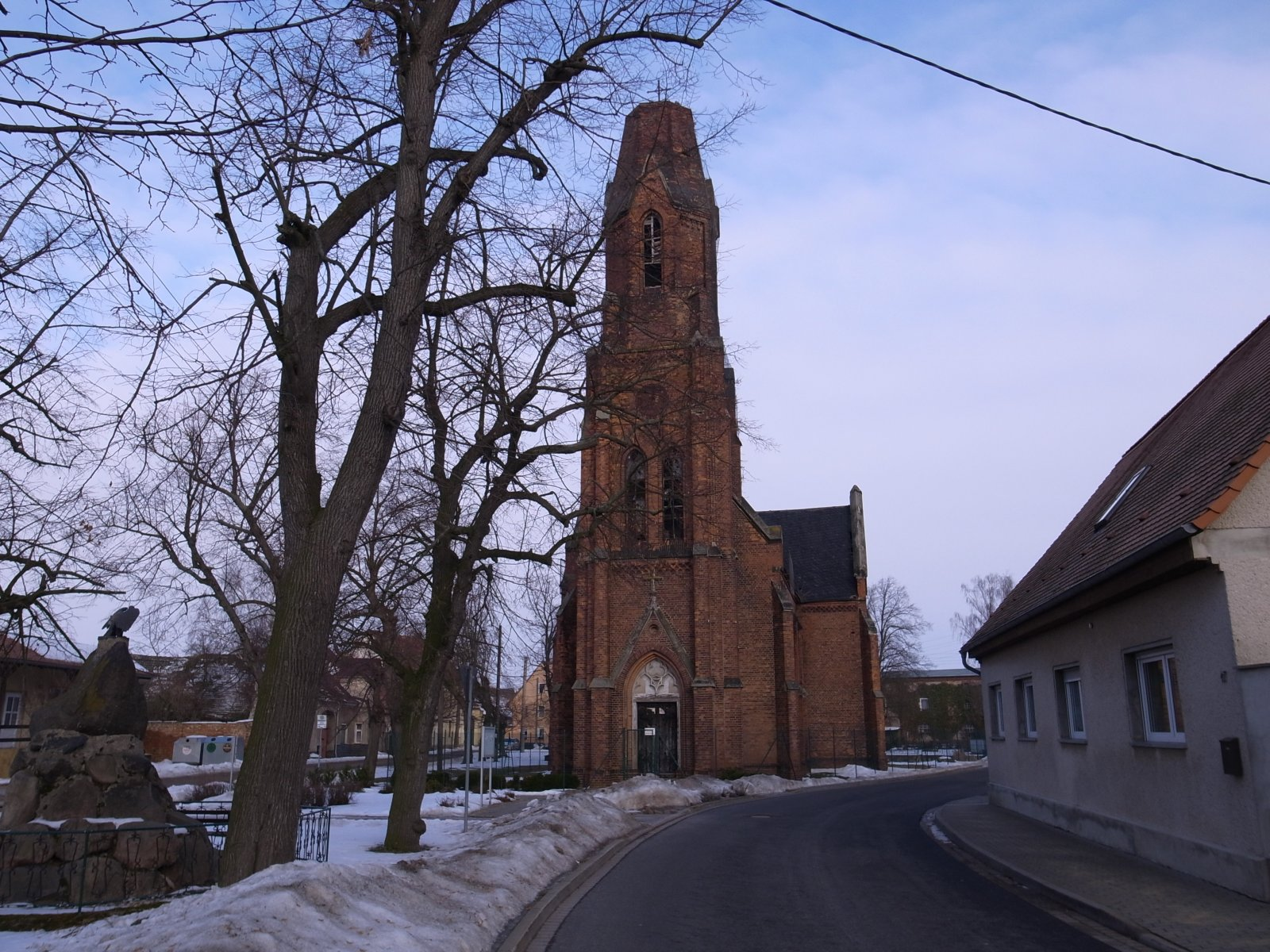
Церковь

Майлендорф (нем. Meilendorf) — деревня в Германии, в земле Саксония-Анхальт. 
Входит в состав города Зюдлихес-Анхальт района Анхальт-Биттерфельд. Население составляет 250 человек (на 31 декабря 2006 года). Занимает площадь 7,89 км².
Впервые упоминается в 1160 году как Милице.
Ранее Майлендорф имела статус коммуны, в её состав входили населённые пункты Майлендорф, Цемигау и Кёрниц. 1 января 2010 года вошла в состав нового города Зюдлихес-Анхальт.

## Достопримечательности
Церковь, построенная в 1879 году. Была повреждена в годы Второй Мировой войны и нуждается в реставрации.